# 10029 Hiramperkins
10029 Hiramperkins (1981 QF) là một tiểu hành tinh vành đai chính được phát hiện ngày 30 tháng 8 năm 1981 bởi E. Bowell ở trạm Anderson Mesa thuộc Đài thiên văn Lowell. Nó được đặt theo tên Hiram Perkins, Professor of Mathematics và Astronomy ở Ohio Wesleyan University.